# Dung dịch đệm
Với từng acid hoặc base yếu, xin xem bài Tác nhân đệm. Với những bài viết không liên quan đến acid-base hoá học, xin xem Đệm (định hướng).
Dung dịch đệm là một dạng dung dịch lỏng chứa đựng trong đó một hỗn hợp acid yếu và base liên hợp của nó hoặc base yếu và acid liên hợp. Tính chất đặc biệt của dung dịch này là khi ta cho thêm vào một lượng chất có tính base hay acid thì pH của dung dịch mới thay đổi rất ít so với dung dịch khi chưa có tác động. Dung dịch đệm được ứng dụng rất nhiều trong ngành thí nghiệm và trong tự nhiên để giữ độ pH cố định.)

## Lý thuyết
Trong dung dịch Acid yếu luôn tồn tại một cân bằng giữa phân tử acid và base liên hợp của nó, được biểu diễn như sau:
HA + H2O ⇌ H3O+ + A-
Khi thêm ion H+ vào dung dịch, cân bằng sẽ chuyển dịch về phía bên trái theo nguyên lý chuyển dời Le Chatelier; và cân bằng sẽ sang phải nếu ion H+ trong dung dịch bị giảm đi theo phản ứng H+ + OH- → H2O. Do vậy, khi có tác động cân bằng mới sẽ thiết lập và làm thay đổi pH.
Hằng số phân ly acid HA được định nghĩa bằng biểu thức dưới đây:
{\displaystyle K\mathrm {_{a}={\frac {[H^{+}][A^{-}]}{[HA]}}} }
Dùng một số thao tác biến đổi logarit ta được phương trình Henderson-Hasselbalch, trong đó pH phụ thuộc vào pKa
{\displaystyle {\mbox{pH=p}}K\mathrm {_{a}+\lg {\frac {[A^{-}]}{[HA]}}} .}
Gọi [A−] là nồng độ của base liên hợp, [HA] là nồng độ của acid yếu tại thời điểm cân bằng được thiết lập. Ta có được đẳng thức pH=pKa khi nồng độ của acid và base liên hợp bằng nhau, thường được gọi là bán trung hoà. Nhìn chung, việc tính toán pH của dung dịch đệm không khó khăn, chỉ cần biết các chất trong hỗn hợp, xem bảng Bắt đầu-Phản ứng-Cân bằng (hay còn gọi là ICE table).
Nên lưu ý, việc đo độ pH và tính toán pH không giống nhau. Điện cực thủy tinh điện sử dụng trong hầu hết các máy đo pH, điện cực này không chỉ dựa vào nồng độ ion hydro mà còn dựa vào hoạt tính của riêng nó do nhiều yếu tố gây ra, chủ yếu là độ mạnh ion của môi trường. Ví dụ, tính pH của dung dịch đệm phosphat thì được giá trị 7,96 nhưng pH thực lại là 7,4.
Xét tiếp ví dụ trên cho trường hợp base yếu (B) và acid liên hợp (BH+).
B + H2O ⇌ BH+ + OH-.
Giá trị pKa được dùng cho acid liên hợp với base trên.
Nhìn chung, một dung dịch đệm có thể tạo thành từ nhiều hơn một acid yếu và các base liên hợp của nó; ta có thể tạo ra một vùng đệm rộng hơn vùng đệm ban đầu bằng cách trộn các tác nhân đệm riêng lẻ.

## Khả năng đệm

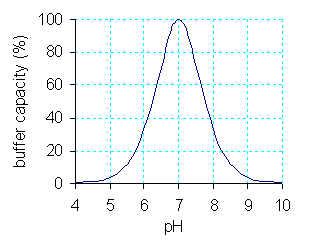
Độ đệm với pK_{a}=7 theo phần trăm

Độ đệm là một đại lượng định lượng dùng trong đo lường mức dung dịch cản trở quá trình thay đổi pH khi cho ion hydroxid vào. Nó được định nghĩa bằng công thức sau.
Độ đệm = {\displaystyle \mathrm {\frac {dn}{d(pH)}} }
trong đó dn là lượng baseơ biến thiên rất nhỏ và kéo theo d(pH) là sự thay đổi pH rất nhỏ. Với định nghĩa này, độ đệm có thể biểu diễn bằng công thức 
{\displaystyle \mathrm {{\frac {dn}{d(pH)}}=2,303\left({\frac {{\mathit {K}}_{w}}{[H^{+}]}}+[H^{+}]+{\frac {C_{A}{\mathit {K}}_{a}[H^{+}]}{\left({\mathit {K}}_{a}+[H^{+}]\right)^{2}}}\right)} ,}
với Kw là hằng số tự ion hoá của nước và CA là nồng độ acid ghi nhận được, bằng với [HA]+[A-]. Cụm Kw/[H+] đóng vai trò quan trọng khi pH lớn hơn 11,5 và cụm kế đóng vai trò quan trọng khi pH nhỏ hơn khoảng 2. Cả hai đều là những đặc trưng của nước và không phụ thuộc vào acid yếu. Xét cụm còn lại, ta thấy
1. Độ đệm của acid yếu đạt cực đại khi giá trị pH = pKa
2. Tại pH = pKa ± 1 độ đệm giảm còn lại 33% giá trị cực đại. Đây là khoảng xấp xỉ nằm trong vùng đệm hiệu quả của acid yếu. Ghi chú: khi pH = pKa - 1, phương trình Henderson-Hasselbalch cho ta kết quả [HA]:[A-] bằng 10:1.
3. Độ đệm tỉ lệ trực tiếp với nồng độ ghi nhận được của acid.

## Ứng dụng
Khả năng chống lại sự thay đổi pH đột ngột giúp dung dịch đệm được dùng phổ biến trong các quá trình hoá học và cần thiết cho các chu trình hoá sinh. Đệm lý tưởng cho một độ pH xác định cần phải có một con số pKa bằng với pH, vì thế mới tạo được dung dịch có khả năng đệm tối đa.
Dung dịch đệm giúp giữ nguyên độ pH cho các enzym trong các cơ thể sống hoạt động. Nhiều enzym chỉ hoạt động trong một điều kiện cố định; nếu độ pH vươn ra xa mốc ban đầu, enzym sẽ bị chậm hoá, ngừng làm việc hoặc tệ hơn là bị biến tính, do đó mãi mãi mất đi khả năng xúc tác.
Hỗn hợp đệm của acid carbonic (H2CO3) và bicarbonat (HCO3−) hiện diện trong huyết tương, nhằm duy trì pH trong giữa 7,35 và 7,45.
Trong công nghiệp, dung dịch đệm được dùng trong các quá trình lên men và được dùng trong từng trường hợp nhuộm riêng lẻ. Chúng cũng được dùng trong ngành hoá phân tích và chuẩn độ pH.
Phần lớn mẫu vật sinh học được nghiên cứu trong chất đệm đặc biệt PBS (dung dịch muối đệm phosphat) tại pH 7,4.)

### Hỗn hợp đệm
| Chất                       | Khoảng pH |
| -------------------------- | --------- |
| HCl, Natri citrat          | 1 - 5     |
| Acid citric , Natri citrat | 2,5 - 5,6 |
| Acid acetic, Natri acetat  | 3,7 - 5,6 |
| Na2HPO4, NaH2PO4           | 6 - 9     |
| Borax, Natri hydroxide     | 9,2 - 11  |

### Hỗn hợp đa năng
Bằng cách kết hợp các chất tan có pKa cách biệt nhau khoảng 2 đơn vị thì ta có thể thu được một dung dịch có khoảng đệm rất rộng. Acid citric là hợp chất được dùng rất phổ biến vì nó có 3 nấc pKa. Khoảng đệm có thể rộng hơn tuỳ thuộc vào chất thêm vào. Hỗn hợp dưới đây cho một khoảng đệm dài từ pH 3 đến 8.
| 0,2M Na2HPO4/mL | 0,1M Acid citric/mL | pH... |
| --------------- | ------------------- | ----- |
| 20,55           | 79,45               | 3,0   |
| 38,55           | 61,45               | 4,0   |
| 51,50           | 48,50               | 5,0   |
| 63,15           | 36,85               | 6,0   |
| 82,35           | 17,65               | 7,0   |
| 97,25           | 2,75                | 8,0   |
Hỗn hợp gồm acid citric, kali dihydrophosphat, acid boric, và acid dietyl barbituric có thể phủ từ giá trị 2,6 đến 12 trong thang pH.

### Một số hợp chất đệm sinh học
| Tên thường | pKa tại 25 °C | Khoảng đệm | Tác động nhiệt d(pH)/dT trong (1/K) ** | Khối lượng mol | Tên đầy đủ                                            |
| ---------- | ------------- | ---------- | -------------------------------------- | -------------- | ----------------------------------------------------- |
| TAPS       | 8,43          | 7,7-9,1    | −0,018                                 | 243,3          | acid 3-{[tri(hydroxymetyl)methyl]amino}propansulfonic |
| Bicine     | 8,35          | 7,6-9,0    | −0,018                                 | 163,2          | N,N-bis(2-hydroxyetyl)glycin                          |
| Tris       | 8,06          | 7,5-9,0    | −0,028                                 | 121,14         | tri(hydroxymetyl)metylamin                            |
| Tricine    | 8,05          | 7,4-8,8    | −0,021                                 | 179,2          | N-tri(hydroxymetyl)metylglycin                        |
| HEPES      | 7,48          | 6,8-8,2    | −0,014                                 | 238,3          | acid 4-2-hydroxyetyl-1-piperazineetansulfonic         |
| TES        | 7,40          | 6,8-8,2    | −0,020                                 | 229,20         | acid 2-{[tri(hydroxymetyl)metyl]amino}etansulfonic    |
| MOPS       | 7,20          | 6,5-7,9    | −0,015                                 | 209,3          | acid3-(N-morpholino)propansulfonic                    |
| PIPES      | 6,76          | 6,1-7,5    | −0,008                                 | 302,4          | piperazine-N,N′-bi(acid 2-etansulfonic)               |
| Cacodylate | 6,27          | 5,0-7,4    |                                        | 138,0          | acid dimetylarsinic                                   |
| MES        | 6,15          | 5,5-6,7    | −0,011                                 | 195,2          | acid 2-(N-morpholino)etansulfonic                     |

** Các giá trị được lấy xấp xỉ.